# Gerald Musa
Gerald Mamman Musa (ur. 16 stycznia 1971 w Gusau) – nigeryjski duchowny katolicki, biskup Katsiny od 2023.

## Życiorys

### Prezbiterat
Święcenia kapłańskie przyjął 1 czerwca 1996 i został inkardynowany do diecezji Sokoto. Po święceniach pracował jako m.in. sekretarz w kurii diecezjalnej oraz w Chrześcijańskim Stowarzyszeniu Nigerii. W latach 2008–2013 pracował duszpastersko w australijskiej archidiecezji Brisbane, jednocześnie odbywając studia doktoranckie z zakresu komunikacji na Uniwersytecie Queensland. Po powrocie do kraju został wykładowcą w Katolickim Uniwersytecie Afryki Zachodniej oraz dyrektorem tamtejszego Centrum Studiów nad Kulturą Afryki.

### Episkopat
16 października 2023 papież Franciszek mianował go biskupem nowo powstałej diecezji Katsina. 12 grudnia 2023 otrzymał sakrę w katedrze św. Marcina de Porrès w Katsinie, której mu udzielił biskup Matthew Hassan Kukah. 